# Muarateweh
Muarateweh (indonez. Muara Teweh) – miasto w Indonezji na wyspie Borneo w prowincji Borneo Środkowe. Ośrodek administracyjny dystryktu Barito Utara; 59 tys. mieszkańców (2001).
Leży u ujścia rzeki Teweh do Barito, stąd nazwa miasta (miejsce, w którym spotykają się dwie rzeki). Port rzeczny, mały port lotniczy Beringin.